# عديد الورق
عديد الورق (الاسم العلمي: Myriophyllum)، جنس نباتات يتكون من حوالي 69 نوعًا تعيش في المياه العذبة وتنتمي إلى فصيلة فرصاديات الملح. عالمية التوزيع. مركز التنوع تنوعه في أستراليا مع 43 نوعا معترف به (37 متوطن).